# Kulspetspenna

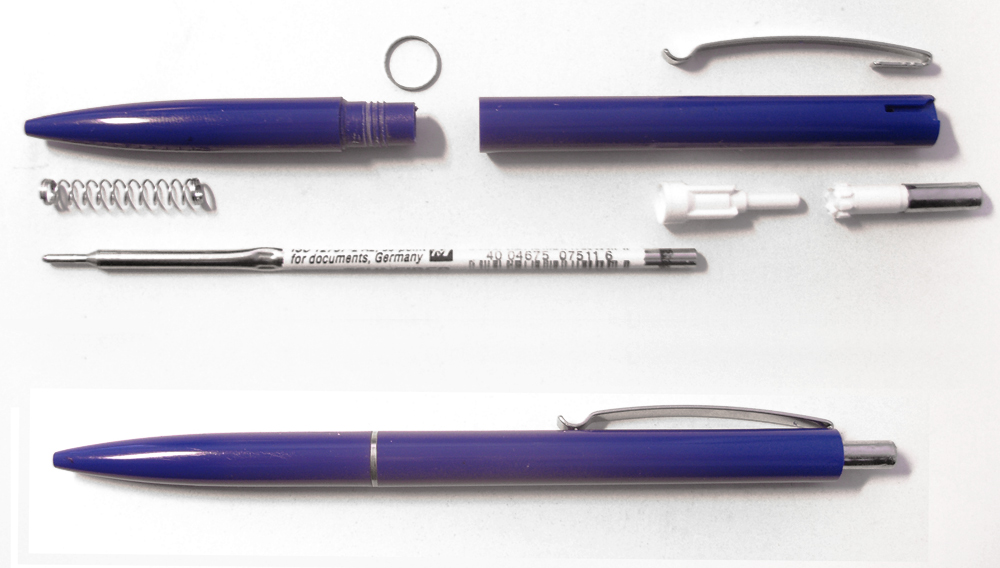
En modern kulspetspenna, isärplockad och ihopmonterad.

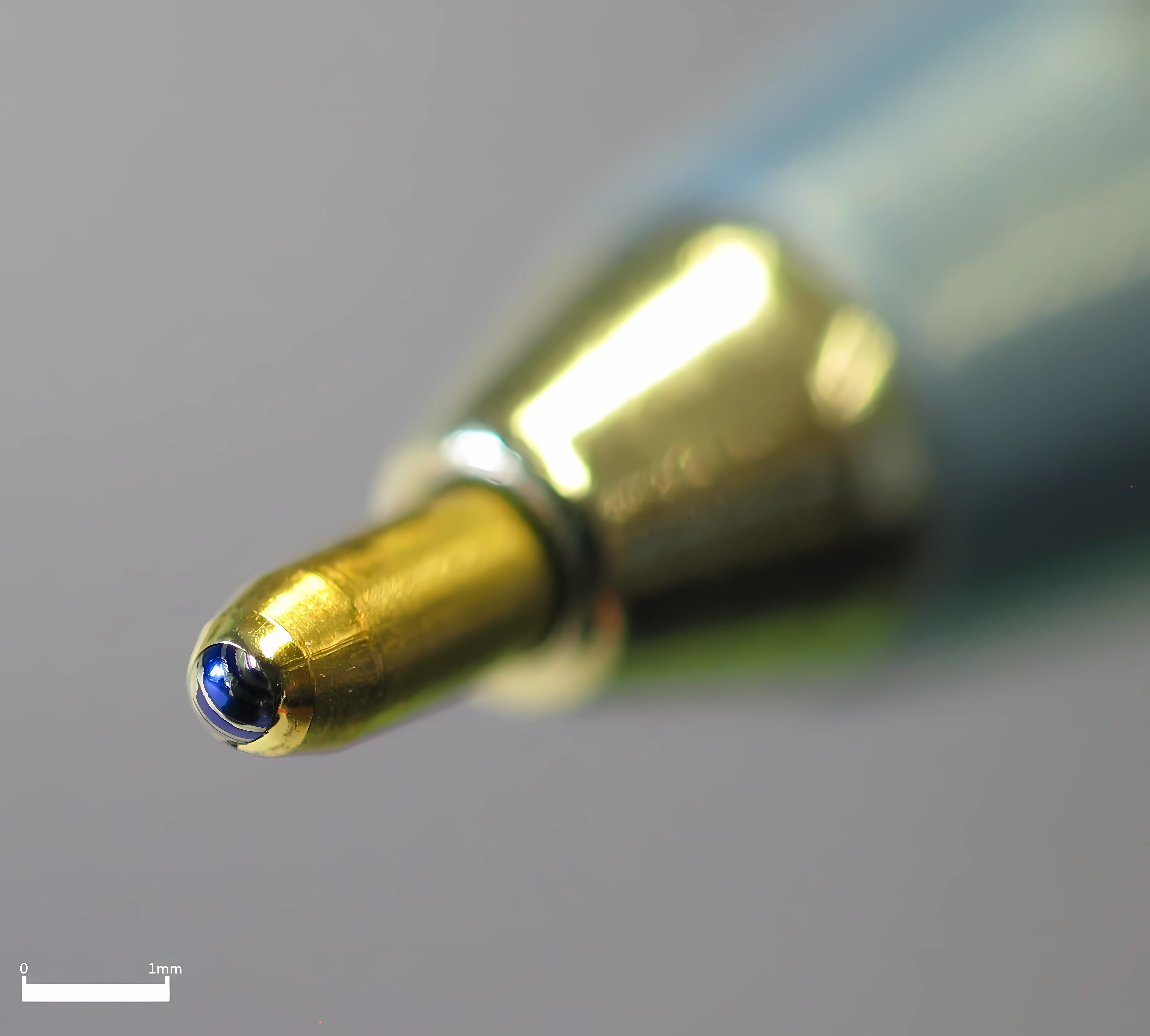
Spetsen på en kulspetspenna i närbild. Längden på det vita strecket är 1 mm.

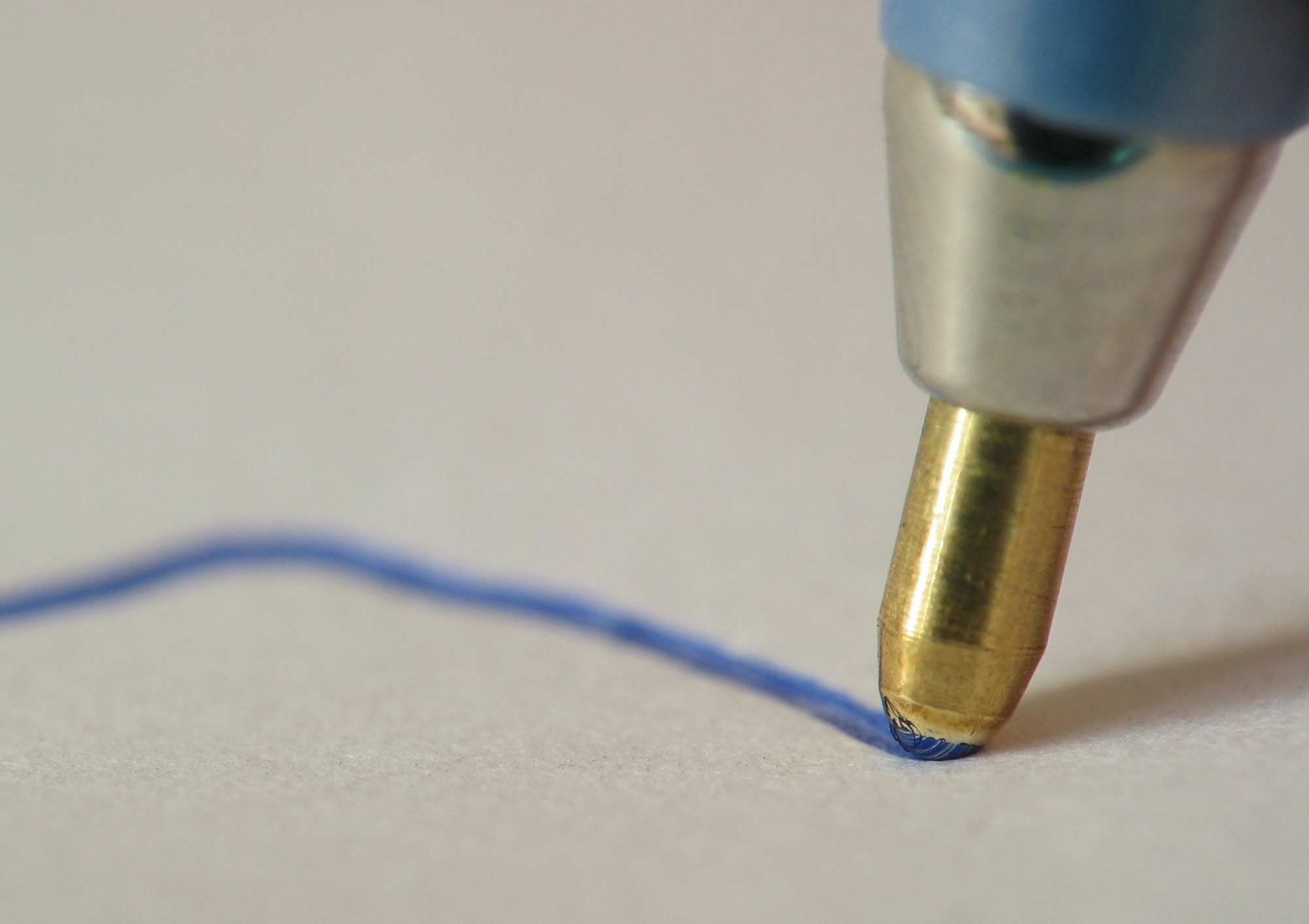
Kulspetspenna används på papper.

Kulspetspenna, eller kulpenna, är en bläckpenna med en liten kula (0,5–1 mm i diameter) i spetsen. Pennan har en behållare med trögflytande och snabbtorkande bläck som överförs via den rullande kulan till papperet när man skriver.

## Historia

### Tidiga försök
Galileo Galilei skissade i början av 1600-talet på en kulpenne-liknande konstruktion,[källa behövs] och tidiga varianter av kulspetspennor fanns patenterade redan på 1800-talet. Bland annat patenterades ett slags märkpenna för att skriva på läderhudar i samband med lädertillverkning, av amerikanen John Loud 1888. De flesta av dessa tidiga konstruktioner kom dock aldrig att tillverkas eller fungerade mycket dåligt. De läckte eller klibbade igen.

### Från Bíró till Bich
Den första användbara konstruktionen skapades av den ungerske journalisten László Bíró 1938. Han hade lagt märke till att färgen som användes för att trycka tidningar gav en snabbt torkande och smetfri skrift och började experimentera med att använda den även i pennor. Problemet var att färgen var alltför trögflytande för att sugas ut i spetsen på en vanlig bläckpenna. Tillsammans med sin bror György Bíró, som var kemist, lyckades han konstruera en ny slags spets med en kula som kunde snurra i en fattning och samtidigt ta med sig bläck från en behållare och föra över det till papperet.
1940 flydde bröderna från kriget i Europa till Buenos Aires i Argentina, och passade i Paris samtidigt på att söka patent på sin konstruktion. I Argentina fann de villiga investerare och startade där företaget Eterpen Company för tillverkning av sin penna. Deras konstruktion hade dock en del svagheter, bland annat byggde den i huvudsak på gravitationen och fungerade inte om inte pennan hölls lodrätt mot papperet. De började då arbeta på en bättre variant som byggde på kapillärkraften snarare än tyngdkraften. Den nya kulan fungerade som ett slags svamp som sög till sig bläcket när den roterade. Den 10 juni 1943 sökte de och fick sedermera patent på sin nya konstruktion. Denna kom sedan att licensieras till brittiska flygvapnet (RAF) som började tillverka pennorna åt sina och de allierades flygplansbesättningar. Där blev de snabbt populära eftersom de var lättare att hantera och inte läckte på höga höjder på samma sätt som tidigare reservoarpennor.
Biros företag köptes 1944 upp av fransmannen Marcel Bich och dennes företag Bic, vars pennor började säljas till allmänheten 1948. Fortfarande kallas dock kulspetspennan för en "biro" i många länder, bland annat i Storbritannien, Australien och på Nya Zeeland.

### Andra tillverkare
I USA började företaget Eversharp, i samarbete med Eberhart-Faber, redan 1945 att planera för att få licens från Bíró, tillverka och sälja kulspetspennor för den amerikanska marknaden. Man kom dock att brottas med tillverknings- och kvalitetsproblem vilket försenade lanseringen. Samtidigt hade den amerikanske affärsmannen Milton Reynolds från Chicago under ett besök i Buenos Aires kommit i kontakt med Bírós penna, och tog med sig några exemplar hem till USA. Utan att ha någon licens eller patent startade han företaget Reynolds International Pen Company. På fyra månader lyckades han kopiera konstruktionen och kom därefter överens med affärskedjan Gimbels om ensamrätten att sälja sin penna.
Efter att ha gjort reklam för pennan i helsidesannonser i tidningarna stod tusentals människor i kö när man i oktober 1945 för första gången slog upp dörrarna till Gilberts Department Store i New York för att sälja "Reynold's Rocket" som dennes penna kallades (ett namn som hängde kvar ända till slutet på 1950-talet). Under den första veckan sålde man 30 000 pennor för 12,50 dollar/styck.

### Från superpenna till massproduktion
De första åren fick kulspetspennan en aura av "superpenna", både i Europa och USA, och de olika tillverkarna försökte överglänsa varandra med olika förbättringar och egenskaper, såsom att kunna skriva under vattnet (man lejde den kända simmerskan Esther Williams för att demonstrera detta), förmågan att kunna skriva med 10-tals karbonkopior, att skriva med pennan upp och ned och papperet uppåt med mera. Verkligheten var dock att pennorna ofta fungerade rätt dåligt, och auran kom snart att mattas. Detta, tillsammans med en hård konkurrens, gjorde att priset sjönk efter några år. De pennor, som tidigare kostat 100-tals kronor, såldes nu för bara några kronor styck. En viktig aktör för denna utveckling var Marcel Bich och hans bolag Bic. Bic lanserade 1950 Bic Cristal som tillverkas än idag. Kulspetspennan kom istället att bli den billiga slit-och-släng-produkt den är idag.
Ett problem i början var också färgbeständigheten i bläcket. Det var känsligt för solljus och bleknade snabbt. Detta gjorde att svenska myndigheter länge inte tillät kulspetspennor för dokument som skulle arkiveras. 1952 lanserade Ballograf ljuståligt bläck, Svenskt arkivbläck, som blivit standarden Svenskt Arkiv vilket sedan dess gjort stat, kommuner och landsting till kunder. Standarden Svenskt Arkiv infördes för bläck på 1960-talet.
Idag är de flesta av problemen lösta, och kulspetspennan (tillsammans med filtpennan) har i stort sett ersatt den gamla reservoarpennan. Marknaden domineras av företaget Bic som har 70 procent av den europeiska marknaden. Numera säljs mer än 14 miljoner Bic-kulspetspennor varje dag i världen. I Sverige tillverkar Ballograf kulspetspennor.

## Miljöpåverkan
De billiga kulspetspennorna av plast har blivit ett miljöproblem, inte minst i Afrika. Mer än 100 miljarder Bic-kulspetspennor har producerats och slängts. Några tillverkare har ersatt delar av kulspetspennan med återvunnen plast eller förnybart material som papp men fortfarande hamnar de flesta pennor på soptippen när de slutat fungera.

## Källhänvisningar
1. 1 2 3  ”The cheap pen that changed writing forever” (på engelska). BBC.com. https://www.bbc.com/future/article/20201028-history-of-the-ballpoint-pen. Läst 29 oktober 2020.
2. ↑  "Who invented the ballpoint pen? – Of course Hungarian: Laszlo Jozsef Biro". Dailynewshungary.com, 2013-12-01. Läst 23 november 2014. (engelska)
3. ↑  https://newatlas.com/go/4496/
4. ↑  https://www.bicworld.com/en/about-us/our-heritage-your-passion
5. ↑  ”Arkiverade kopian”. Arkiverad från originalet den 25 december 2014. https://web.archive.org/web/20141225140859/http://www.ballograf.se/blogg/2013/02/11/statsverkets-pennor/. Läst 25 december 2014.
6. ↑  https://www.ballograf.se/